# Amenophis
Amenophis ist die gräzisierte Form des ägyptischen männlichen Personennamens Amenhotep / Amenemope / Imenhotep / Imenhetep / Imenemipet.

## Zum Namen

### Amenhotep
Ägyptisch Amenhotep, auch Imenhetep, mit der Bedeutung Amun ist zufrieden. Die korrekte altgriechische Namensform für Amenhotep ist: Amenut(h)es, Amenot(h)es (verg. Imuthes für Imhotep; wobei Amenophis für Amenemope steht). In der Literatur meistens mit Amenhotep oder Amenophis wiedergegeben. Der Name ist seit dem Mittleren Reich belegt und später vor allem im Neuen Reich sehr beliebt.

### Amenhotep Huy
Amenhotep Huy war ein beliebter Doppelname im Neuen Reich, wobei Huy die Kurz- oder Koseform des Namens ist, die sich wohl aus dem Element hotep (bzw. hetep) entwickelt hat.

## Namensträger
- Amenophis I., altägyptischer König um 1514–1493 v. Chr.
- Amenophis II., altägyptischer König um 1426–1400 v. Chr.
- Amenophis III., altägyptischer König um 1390–1353 v. Chr.
- Amenophis IV., später Echnaton, altägyptischer König um 1353–1336 v. Chr.
- Amenophis (Bürgermeister von Memphis), Bürgermeister unter Ramses II.
- Amenhotep (Schatzmeister) Schatzmeister der 13. Dynastie
- Amenhotep (Obervermögensverwalter der Hatschepsut), Beamter unter Hatschepsut
- Amenophis (Sohn des Hapu), Beamter unter Amenophis III.
- Amenhotep (Wesir), Wesir unter Amenophis III.
- Amenhotep (Obervermögensverwalter in Memphis), Beamter unter Amenophis III.
- Amenhotep (Vizekönig von Kusch), Vizekönig unter Thutmosis IV.
- Amenhotep Huy (Vizekönig von Kusch unter Tutanchamun), Vizekönig unter Tutanchamun
- Amenophis (Hohepriester des Amun), Hohepriester unter Ramses IX. bis Ramses XI.
- Amenophis (Architekt), altägyptischer Architekt im 13. Jahrhundert v. Chr.
- Amenophis (Bildhauer in Theben), altägyptischer Bildhauer im 14. Jahrhundert v. Chr.
- Amenophis (Bildhauer in Abydos), altägyptischer Bildhauer im 13. Jahrhundert v. Chr.
- Amenophis (Goldschmied), altägyptischer Goldschmied in der 20. Dynastie
- Amenophis (Umrisszeichner in Memphis), altägyptischer Umrißzeichner in der späten 18. oder frühen 19. Dynastie
- Amenophis (Umrisszeichner in Theben), altägyptischer Umrißzeichner in der 20. Dynastie